# Битва під Мортімерс Кросс
Битва під Мортімерс Кросс (англ. Battle of Mortimer's Cross) відбулась 2 лютого 1461 року поблизу Вігмора, Герефордшир (між Лемстером та Лентвордіном поблизу річки Лагг). Була частиною війни Червоної та Білої троянд.
Після смерті герцога Йоркського у битві під Вейкфілдом Йорків очолив його вісімнадцятирічний син Едуард, граф Марч (майбутній король Едуард IV). Він намагався завадити частинам армії Ланкастерів з Уельсу, які вели Овен Тюдор та його син Джаспер, приєднатись до своїх основних сил. Едуард зібрав війська, причому на його боці виступали також значні сили валлійців на чолі з сером Вільямом Гербертом та його прибічниками.
Йорки перемогли, Джаспер Тюдор втік, а Овена Тюдора було схоплено і страчено. Багато валлійців було вбито (до 4000 за деякими даними). Ця перемога проторувала шлях до коронації Едуарда, що відбулась згодом.

## Битва
Один із радників Йорка, сер Річард Крофт, місцевий лорд із замку Крофт, рекомендував розташувати лучників на перехресті (нині перехрестя A4110 і B4362), щоб зупинити просування Ланкастерів. Армія Пемброка була приблизно на тисячу чоловік меншою, ніж армія Йорка, і, будучи невипробуваною в бою на той момент, можливо, спочатку не планувала битися, але до полудня було ясно, що їм доведеться це зробити, щоб перетнути Лагг. Ланкастерці почали атаку – «битва» (дивізія) Батлера очолила перший штурм, змусивши праве крило Едварда відступити через дорогу, де цей фланг розпався.  Пемброк зіткнувся з центральним дивізіоном Едварда і був утриманий, але найбільш рішуче Оуен Тюдор спробував оточити ліве крило йорківців; його «битва» зазнала поразки і почалася розгром. Тоді центровий Пемброка також зламався, і бій був виграний. Люди Оуена Тюдора були тепер у повній втечі: за деякими з них стежили аж до Херефорда, приблизно сімнадцять миль (27 км), і де сам Оуен був схоплений і обезголовлений.